# 零世界
《零世界》是由盛大开发的一款大型多人在线角色扮演游戏游戏，该游戏让玩家体验创造世界。2010年盛大首届AllStar发布会发布了首款CG视频，之后再次发布一款视频与之前的相似那是有大量游戏画面。

## 游戏历史
2009年7月10日盛大正式公布零世界这一概念游戏官网网站wz.sdo.com也开启。2010年5月26日在盛大游戏Allstar上本游戏发布了第一个CG视频，2011年10月官网公布了多张游戏截图以及游戏视频。
2012年4月23日进行了首次封测；同年8月7日进行了精英测试；随后在11月1日到11月8日进行了旗舰测试。

## 相关网站
- 官方网站